# ALON (музыкант)
ALON (Алон Валерьевич Муллаев; род. 16 июля 1995, Натания, Израиль) — российский музыкант, певец, артист.

## Биография
Алон Валерьевич Муллаев родился 16 июля 1995 года в городе Натания (Израиль). Детство артиста прошло в Алма-Ате. В возрасте 2 лет Алон начинает заниматься лыжным спортом, с 6 лет вошёл в детскую команду по лыжному спорту. С 2010 года начал заниматься ски-кросс (лыжный фристайл). Мастер спорта (2011), чемпион Казахстана по лыжным видам спорта (2011), участник турниров Европы и мира. Посещал музыкальную школу по классу гитары, окончил австрийскую академию лыжного спорта Ski-Akademie Schladming (2016), Казахскую Академию Спорта и Туризма (2018).
Несмотря на свои достижения, артисту пришлось оставить профессиональный спорт из-за травмы. Однако это не остановило его: он начал интересоваться видео-блогингом и вскоре стал популярным вайнером в Казахстане.
С 2016 года начинает карьеру профессионального музыканта, в том же году вышел первый альбом артиста «Taekwondo» (альбом будет выпущен повторно лейблом Respect Production в 2018 году).
В 2017 году поступил в Венский университет на факультет кино- и медиаисследования, но через полгода бросил учёбу и переехал в Москву, где подписал свой первый контракт с музыкальным лейблом.
В 2018 году подписал контракт с лейблом Respect Production, одним из основателей которого являлся Влади из группы «Каста». В феврале 2019 года ALON вышел альбом «Forever». В нём треки в стиле ньюскул, музыка находит отклик у людей, которым важны не только биты, но и качество текстов. На пластинку вошло 11 новых треков и несколько ранее выпущенных синглов.
В 2020 году вышел альбом «Пиццу пробовали?», который закрепил его статус одного из интересных молодых музыкантов новой волны.
Творчество ALON’а включает также коллаборации с другими исполнителями, такими как Yanix и Пика, что дополнительно расширяет его аудиторию.
В 2021 году вместе с группой «Хлеб» выпускает сингл «Голубь».
С 2022 года работает как независимый артист.
В 2023 году вместе с российским рэпером Sqwoz Bab выпускает сингл «Колхозница».
В 2023 артист выпускает EP «Первое свидание». В марте 2023 года испанский футбольный клуб «Реал Мадрид» накануне матча с английским «Ливерпулем» разместил в соцсети видео гола в ворота британской команды в 2015 году, ролик сопровождал русский трек исполнителя ALON — «Иу (Я ей, она мне)».
В 2023 году Надежда Бабкина и её ансамбль «Русская песня» выступили на шоу «Конфетка» на телеканале ТНТ с новой версией песни ALON — «Иу (Я ей, она мне)».

## Дискография

### Студийные альбомы
- 2016 — Taekwondo
- 2018 — Taekwondo (лейбл Respect Production)
- 2019 — Forever
- 2020 — Пиццу пробовали?

### Мини-альбомы
- 2023 — Первое свидание

### Синглы
- 2018 — Готова на всё
- 2018 — Кто ты вообще такая
- 2018 — Я еду
- 2019 — Не пытайся
- 2019 — Арт
- 2019 — Разгон
- 2019 — Играй
- 2020 — Набери меня
- 2020 — Не выхожу на связь
- 2020 — Из окна
- 2020 — Небо
- 2021 — Ты кто (совместно с Ian Hopeless)
- 2021 — Голубь (совместно с «Хлеб»)
- 2022 — Иу (Я ей, она мне)
- 2022 — Мою девушку трахнул рэпер
- 2022 — В холодной Москве
- 2022 — Самый плохой
- 2022 — Девочка
- 2022 — С Новым годом, девочка
- 2023 — Ах, какая женщина
- 2023 — Если бы
- 2023 — Колхозница (совместно с Sqwoz Bab)
- 2023 — Жвачка
- 2023 — Спасатель
- 2024 — Снег
- 2024 — Не юзаю
- 2024 — Отпускаю
- 2024 — Солнечное небо
- 2024 — Синий дым